# NGC 5413
NGC 5413 is een elliptisch sterrenstelsel in het sterrenbeeld Draak. Het hemelobject werd op 2 april 1832 ontdekt door de Britse astronoom John Herschel.

## Synoniemen
- UGC 8901
- MCG 11-17-12
- ZWG 317.12
- NPM1G +65.0100
- PGC 49677